# Копылов, Иван Лаврович
Копылов Иван Лаврович (24 февраля 1883 село Кутулик, Балаганский уезд Иркутской губернии – 9 апреля 1941, Ленинград) — советский художник, живописец, преподаватель живописи, основатель Иркутского художественного училища. Положил начало изобразительному профессиональному образованию в Сибири.

## Биография
Копылов Иван Лаврович родился в селе Кутулик в многодетной семье. Отец, Копылов Лавр Феофилович (1840-1894), — сельский священник-миссионер который распространял христианство среди бурят Аларского аймака. Известно, что все представители рода Копыловых были начинателями многих благотворительных дел: строили больницы, школы и интернаты, библиотеки, уезжали работать в самые глухие районы области. Мать, Надежда Павловна (**-1910) (урожденная Беляева, из семьи священнослужителя), до 1910 служила учительницей.
С 8 лет учился в Иркутском духовном училище,
С 1897 в Иркутской духовной семинарии, окончил которую в 1903.
Осенью 1903 года поступил в Казанскую духовную академию и, одновременно, в Казанскую художественную школу.
С 1903 по 1908 был членом РСДРП, активно включился в революционную борьбу, работая агитатором и пропагандистом.
В январе 1904 был арестован в Петербурге и после четырехмесячного заключения выслан в Восточную Сибирь на 2 года.
Из Казанской духовной академии и художественного училища исключен «за неблагонадежность».
В Иркутске служил учителем пения в некоторых учебных заведениях, давал частные уроки рисования.
В январе 1905 совместно с Михаилом Александровичем Рутченко-Короткоручко открыл в Иркутске недолго просуществовавший класс рисования при Обществе распространения народного образования и народных развлечений.
В августе 1905 по амнистии получил разрешение на въезд в столицу и через месяц отправился в Петербург для продолжения художественного образования. Учился в художественной мастерской Савелия Моисеевича Зейденберга (1905—1906), одновременно продолжая заниматься революционной работой.
В 1906 уехал во Францию, учился в парижской Академии Жюлиана у Жан-Поль Лоранса).
В 1908 порвал связь с РСДРП, примкнул к анархистам-индивидуалистам, оставаясь на их позициях до конца 1920-х.
Летом 1910 в связи со смертью матери вернулся в Иркутск, открыл частную школу рисования и живописи, преподавал рисование в женской гимназии В. С. Некрасовой (1910—1913), в гимназии А. М. Григорьевой (1910—1918), 2-м коммерческом училище (1910—1912), 1-м коммерческом училище (1912—1920), Иркутской приготовительной школе Омского кадетского корпуса, семейной школе А. Э. Третьяковой, Иркутском учительском институте (1918—1920).
В 1918 школа живописи и рисования Копылова перешла в ведение Иркутского народного университета, в 1920 в связи с упразднением университета она была реорганизована в 1-ю Иркутскую художественную мастерскую-студию, находящуюся в ведении Губернского отдела народного образования.
В 1928 мастерская-студия преобразована в Государственные курсы изобразительных искусств, в 1930- в Восточно-Сибирский краевой педагогический техникум по изобразительным искусствам (Изопедтехникум). Вплоть до 1932 Копылов оставался заведующим и основным преподавателем этого учебного заведения. Одновременно работал преподавателем рабочего факультета Иркутского государственного университета (1920—1922), преподавателем и доцентом педфака университета (1922—1927), преподавателем 5-й, 7-й и 10-й советских школ I и II ступени (1922—1924), советской школы «кооперативных организаций» (1923—1925) и Иркутского опытного педагогического техникума (1924—1931).
С 1914 и, особенно, в советский период участвовал в качестве лектора, преподавателя или докладчика в большинстве всесибирских, губернских, областных, окружных, городских съездах, конференциях, совещаниях, курсах по вопросам художественного воспитания в дошкольных, школьных и внешкольных учреждениях.
В 1921 по персональному вызову Наркомпроса был делегатом 2-го Всероссийского съезда по дошкольному воспитанию и Всероссийской конференции по вопросам художественного образования в Москве.
В 1927 — делегат Всесибирского съезда художников в Новосибирске.
Член-учредитель и председатель Иркутского филиала художественного объединения общества «Новая Сибирь» (1928—1930). Занимался вопросами изучения сибирского искусства, состоя членом ВСОИРГО (с 1912) и Ученого комитета Бурят-Монгольской АССР (с 1929). Участвовал в работе над Сибирской советской энциклопедией, автор персоналий о художниках Сибири и статьи «Живопись» (в соавторстве).
В 1929 был избран профессором композиции Высшего художественно-технического института (АХ) в Ленинграде, но с закрытием живописного факультета остался в Иркутске.
В 1932 вновь был приглашен в Ленинград.
В мае — июне 1932 — профессор живописи и рисунка педагогического факультета Института пролетарского изобразительного искусства (Академия Художеств),
в 1932—1934 гг. — профессор-методист рабочего факультета при Всесоюзной Академии художеств (ВАХ) и профессор истории искусств ВАХ,
в 1933—1935 гг. — заведующий учебной частью ВАХ,
в 1935—1937 гг. — ученый секретарь Научно-исследовательского института ВАХ,
в 1937—1941 гг.- заведующий сектором живописи и рисунка методического кабинета ВАХ и доцент искусствоведческого факультета.
Был женат, жена Мария Григорьевна Большедворская, имел сына. Умер в Ленинграде.
По приезде в Иркутск после окончания Академию Жюлиана Копылов не участвовал ни в каких из проходивших в городе художественных выставок, целиком отдаваясь преподавательскому процессу. Утвердившееся в литературе мнение о проведении им персональной выставки в Иркутске в 1916 неверно. Кроме нескольких эскизов декораций, а также сохранившихся в архиве ИОХМ акварели «Интерьер» и небольшого карандашного рисунка (портрет) никаких художественных работ Копылова не известно.

### Детство и юность
Отец И. Л. Копылова, Лавр Феофилович, был сельским священником, все силы отдавая просветительской деятельности. Главной своей задачей Лавр Феофилович считал обращение в православие местных бурят. Он и его семья жили не в русском селе, а в центре Аларского аймака, «язычников». Мать, Надежда Павловна, тоже была из семьи священнослужителя, работала сельской учительницей. Однако глава семейства умер рано, Ивану на тот момент было 12 лет.
В восемь лет Ивана Копылова начали готовить к миссионерской деятельности. Его отдали учиться в Иркутское духовное училище, а еще через шесть лет — в Иркутскую духовную семинарию, которую он окончил в 1903. В числе обязательных дисциплин в духовном училище и семинарии было не только слово Божье, но и, например, пение. Рисование тоже поощрялось, поскольку это был прямой путь к иконописи.
Осенью 1903 года Ивана Копылова, как одаренного ученика, направили в Казанскую духовную академию. Однако желание Копылова стать художником побеждало желание сделать блестящую карьеру священнослужителя, и он в то же время поступил в Казанское художественное училище. Уже через полгода Иван Лаврович твердо решает бросить провинциальную Казань и духовную академию, и решает поступить в Петербургскую академию художеств.

### Политическая деятельность
В 1904 году Петербург отличался не только творческой, но и революционной активностью. Молодежь, в том числе и студенты Академии художеств, мечтали о революции. Не остался в стороне и Иван Лаврович. Сын миссионера воспринял марксистское учение как социальное миссионерство. Он вступил в марксистско-ленинскую партию, с рассказами о социализме и коммунизме ходил по различным организациям, расклеивал листовки. За это уже в январе 1904 года был арестован и после четырех месяцев тюремного заключения на два года выслан в Восточную Сибирь.

### Жизнь и работа в Иркутске
Копылов поселился в Иркутске. Стал служить учителем пения и давать частные уроки рисования. Примерно в это время он женился на дочери иркутского купца Большедворского Григория Константиновича — Марии Григорьевны Большедворской, которая принесла с собой хорошее по тем временам приданное — 10 тысяч рублей.
- В августе 1905 года Иван Копылов получил амнистию и уже через месяц снова был в Петербурге, чтобы продолжать свое художественное образование. Здесь он год учился в одной из частных мастерских, но и эта учеба перестала его устраивать. Тогда в 1906 году он уезжает во Францию. Париж того времени — центр мировой культуры. Здесь Иван Копылов поступил в Академию Жюлиана — знаменитую частную Академию художеств в Париже, основанную французским художником и педагогом Родольфом Жюлианом. Но в 1910 году умерла его мать, и художник вернулся в Иркутск.
- В 1910 году он открывает в Иркутске Класс живописи и рисунка в деревянном двухэтажном особняке на улице Савиновской (в настоящее время переулок Гаврилова, на месте современного здания Иркутского Городского Перинатального центра). После революции Класс живописи и рисунка влился во вновь созданный «Иркутский Народный университет».

Уже через три года после открытия — в 1913 учебное заведение стало популярным во всей Сибири.
Вел активную пропагандистскую деятельность. Был членом-учредителем и председателем Иркутского филиала общества «Новая Сибирь». Занимался вопросами изучения сибирского искусства, состоял членом Восточно-Сибирского отделения Русского географического общества (ВСОРГО) с 1912 года и Ученого комитета Бурят-Монгольской АССР с 1929 года. Участвовал в работе над Сибирской советской энциклопедией, был автором персоналий о художниках Сибири.
- В 1932 году его приглашают преподавать в Ленинград, в Институт пролетарского изобразительного искусства. Сначала профессором живописи и рисунка педагогического факультета, потом профессором истории искусств.
- С 1937 по 1941 год работал заведующим сектором живописи и рисунка методического кабинета Всесоюзной академии художеств в Ленинграде.
- 9 апреля 1941 года он скоропостижно скончался.
- В 2010 году к 100-летию иркутское художественное училище[3] получает имя его основателя.

## Образование
- 1903—1904 — учился в Казанской художественной школе, г Казань.
- 1905—1906 — учился в мастерской Савелия Моисеевича Зайденберга в Петербурге.
- В 1906—1910. — учится в школе-мастерской, Академи Жюлиана[4] основанную французским художником и педагогом Родольфом Жюлианом в Париже.